# Бассетти, Маркантонио
Маркантонио Бассетти (итал. Marcantonio Bassetti; 1586, Верона, Венецианская республика — 1630, Верона, Венецианская республика) — итальянский живописец, писавший картины в стиле маньеризма и караваджизма.

## Биография

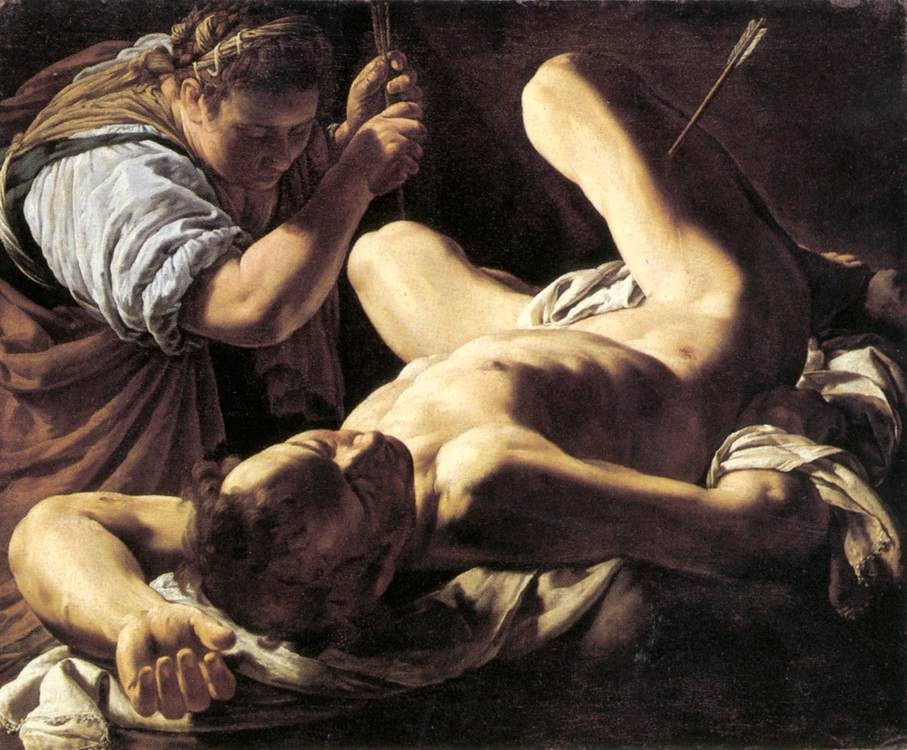
«Святой Себастьян со святой Ириной» (ок. 1620). Холст, масло. 89 х 100 см. Музей искусств (Марсель), Марсель

Родился в 1586 году в Вероне. Обучался живописи в мастерской Феличе Брузазордзи до смерти учителя в 1605 году. По свидетельству художника и писателя Карло Ридолфи, в том же 1605 году Бассетти переехал в Венецию, где на его творчество оказала влияние живопись Джованни Джероламо Савольдо, Якопо Бассано, Леандро Бассано и, особенно, Тинторетто, чьи картины он неоднократно цитировал в своих полотнах.
В 1615 году художник переехал в Рим, где, вместе с Алессандро Турки, трудился над заказами кардинала Шипьоне Боргезе. Во время работы над интерьерами церкви Санта-Мария-дель-Анима и королевского зала Квиринальского дворца к ним присоединился ещё один художник Карло Сарачени. Заинтересовавшись натурализмом в Венеции, следуя образцам Бассано, Бассетти углубил свои познания в этой области в Риме, изучая творчество Караваджо и Орацио Джентилески, чьи произведения им неоднократно воспроизводились в копиях, одна из которых «Сомнение Святого Фомы» по Караваджо, выполненная по заказу маркиза Винченцо Джустиниани, ныне находится в собрании музея Кастельвеккьо в Вероне. В том же музее хранится его рисунок с изображением святых Марфы и Марии по Джентилески.
Около 1619 года Бассетти вернулся в Верону. Ему стали поступать заказы от монастырей и жителей пригородов, для которых он писал монументальные полотна и небольшие картины на местном пробирном камне. В этот же период художником создан ряд портретов разных персонажей, которые ныне входят в собрания музеев и частные коллекции. В музее Кастельвеккио в Вероне хранится несколько картин из этой серии — портреты «Мужчина с перчаткой» и «Мужчина с книгой». В начале 1620-х годов Бассетти написал одно из своих лучших полотен — «Успение» для монастыря Гайзенфельд в Баварии.
В последние годы жизни он уделял всё больше внимания работам небольшого масштаба. Бассетти умер в родном городе в 1630 году, как и другие местные художники Паскуале Оттино и Санто Креара, во время эпидемии чумы. Он заразился, ухаживая за больными. Его биография содержится в «Житиях» Карло Ридолфи, который в 1628 году посетил Верону и имел несколько бесед с живописцем.